# Kamard
Kamard (persiska: کمرد) är en ort i Iran.   Den ligger i provinsen Teheran, i den norra delen av landet, 30 km öster om huvudstaden Teheran. Kamard ligger 1 803 meter över havet och antalet invånare är 533.
Terrängen runt Kamard är huvudsakligen kuperad, men norrut är den bergig. Runt Kamard är det glesbefolkat, med 19 invånare per kvadratkilometer. Närmaste större samhälle är Būmahen, 11,5 km öster om Kamard. Trakten runt Kamard består i huvudsak av gräsmarker.